# Crise portugaise de 1383-1385
Crise portugaise de 1383-1385
Batailles
La crise portugaise de 1383-1385 est un conflit de succession survenu à la suite de la mort de Ferdinand Ier, roi de Portugal de 1367 au 22 octobre 1383. Il oppose les partisans, du roi de Castille Jean Ier, époux depuis mai 1383 de la fille de Ferdinand, Béatrice, âgée de dix ans, héritière présomptive de la couronne, et ceux du demi-frère du roi défunt, Jean de Portugal, grand-maître de l'ordre d'Aviz.
Cette crise dynastique a une dimension nationale d'hostilité à l'influence du royaume de Castille et une dimension socio-politique d'opposition entre l'aristocratie foncière et la bourgeoisie liée au commerce maritime alors en pleine expansion. Elle marque aussi le début de la longue alliance entre les royaumes de Portugal et d'Angleterre.
La crise se termine par la victoire de Jean de Portugal à Aljubarrota (14 août 1385), à laquelle les archers anglais apportent une contribution importante.
C'est le début de la dynastie d'Aviz, qui va lancer le Portugal dans l'aventure des grandes découvertes.
Cette victoire est immédiatement commémorée par la fondation du monastère de Batalha (« Bataille »), dont la construction commence en 1386.

## Origines du conflit

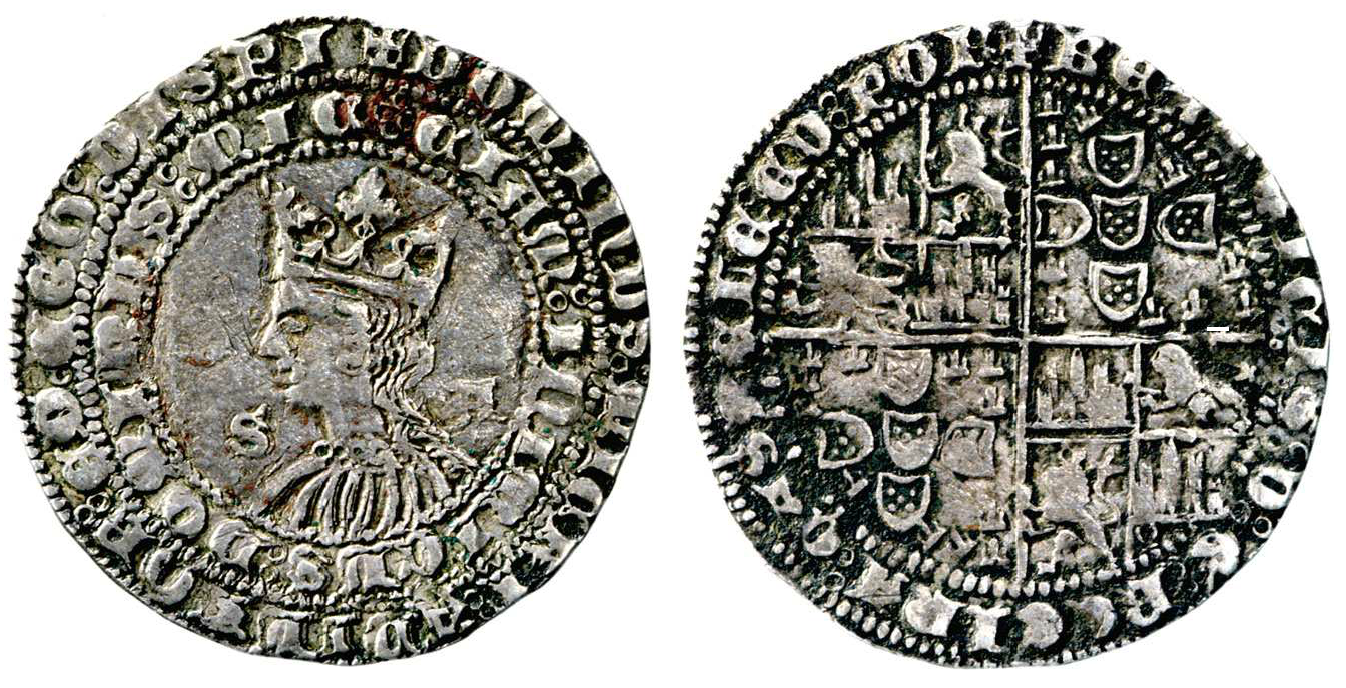
Un Real en argent, frappé à Santarém, à l'effigie de Béatrice de Portugal. Cette pièce se veut une affirmation des droits de la princesse et de son mari, Jean Ier de Castille, au trône portugais.

### Le mariage de Béatrice de Portugal avec le roi de Castille (mai 1383)
En 1383, le roi Ferdinand Ier de Portugal est mourant. De son mariage avec Éléonore Teles de Menezes (1350-1386), il a une seule fille survivante, Béatrice, qui est âgée de dix ans.
Jean Ier de Castille devient veuf en 1382 et le comte d'Ourém, favori de la reine de Portugal, négocie des fiançailles pour la princesse Béatrice avec le roi castillan . Ce mariage, proposé au roi Ferdinand Ier, semble garantir la succession au trône de la jeune Béatrice  en ayant pour époux le puissant roi de Castille qui doit cependant, en cas de régence, laisser les affaires politique du Portugal entre les mains de la reine Éléonore Teles de Menezes . Signé le 2 avril 1383 à Salvaterra de Magos, le contrat de mariage stipule qu'à la mort de Ferdinand Ier, sans héritier mâle, la couronne passe à sa fille Béatrice et que son mari est titré roi de Portugal ,,.
Le mariage de la princesse est donc de première importance pour le futur du royaume. La reine Éléonore Teles de Menezes soutient le roi de Castille alors que d'autres factions politiques proposent différents prétendants, dont des princes anglais et français. Ferdinand Ier opte pour le choix de sa femme, le légat pontifical des royaumes ibériques, Pedro de Luna, célèbre les fiançailles à Elvas le 14 mai 1383 et le mariage a lieu le 17 mai 1383 dans la cathédrale de Badajoz .

### La mort de FerdinandIerde Portugal et le début de la crise de succession
Ferdinand Ier meurt le 22 octobre 1383 et la régence du royaume est confiée à sa veuve, la reine Éléonore Teles de Menezes, jusqu'à la majorité de sa fille Béatrice, conformément au contrat de mariage avec Jean Ier de Castille lors du traité de Salvaterra de Magos et au testament du défunt monarque portugais ,,. La régente maintient au pouvoir ses proches, d'origine castillane, ce qui renforce une faction d'opposition exigeant que le gouvernement ne comprenne que des membres portugais .
La nouvelle de la mort du roi de Portugal parvient à Jean Ier de Castille et à sa femme Béatrice, qui ferment immédiatement les Cortes à Ségovie. Le Maître d'Aviz écrit au monarque castillan pour l'exhorter à prendre la couronne portugaise, qui lui appartient par l'intermédiaire de son épouse, et à être lui-même nommé régent en leur nom ,,. Pour éviter un conflit dynastique avec Jean de Portugal (fils aîné d'Inês de Castro), le roi de Castille l'emprisonne à l'Alcazar de Tolède, où il adopte le titre et les armes du roi de Portugal, avec la reconnaissance de l'antipape Clément VII . La proclamation du monarque castillan, connu pour être un défenseur de l'aristocratie foncière, provoque auprès du reste de la population portugaise des émeutes qui éclatent dans les grandes villes, déclenchant ainsi la crise politique .

## La crise

### Les prétendants portugais à la succession
Trois demi-frères de Ferdinand, fils nés hors mariage de Pierre Ier de Portugal peuvent apparaitre comme des alternatives au roi de Castille : 
- Jean (1352-1396)[20], fils d’Inês de Castro (1325-1355) ; il vit alors en Castille ;
- Denis (1353-1403)[21], aussi fils d'Inès de Castro ;
- Jean de Portugal (1357-1433), fils de Thérèse Lourenço, grand-maître de l'ordre d'Aviz.

Le dernier est populaire dans la classe moyenne et dans l’aristocratie.

### Début du conflit (1384-1384)
Le premier acte d’hostilité vient des partisans du grand-maître de l'ordre d'Aviz. Le 6 décembre 1383, Jean d'Aviz et un groupe de conspirateurs entrent dans Lisbonne et assassinent le comte d'Andeiro, l'amant de la reine Éléonore qui prend la fuite.
Jean d’Aviz appelle à ses côtés Nuno Álvares Pereira, un chef militaire reconnu. Ensemble, ils s’emparent des villes de Lisbonne, Beja, Portalegre, Estremoz et Évora.
Jean Ier de Castille entre au Portugal et occupe la ville de Santarém. Puis il assiège Lisbonne pendant quatre mois, sans succès. Il oblige aussi Eléonore à renoncer à la régence et l'envoie dans un couvent.

### L'année 1384: siège de Lisbonne et négociations avec l'Angleterre
Les deux armées se rencontrent le 6 avril 1384 à la bataille dos Atoleiros (dite « bataille des bourbiers »). C'est une victoire de la faction d'Aviz, mais pas décisive.
Jean de Castille se replie en effet vers Lisbonne et établit de nouveau le siège de la capitale ; avec sa marine, il bloque le port et contrôle le Tage. Son objectif est de se faire couronner roi dans la cathédrale de Lisbonne.
Jean d'Aviz cherche des soutiens à l'étranger. En 1384, la guerre de Cent Ans bat son plein entre Français et Anglais. La Castille étant l’alliée traditionnelle des Français, il sollicite l’aide anglaise.
En mai 1384, il envoie une ambassade à la cour d'Angleterre où le roi Richard II d'Angleterre, âgé de 17 ans, est sous l'influence du régent Jean de Gand, duc de Lancastre. Après des hésitations, celui-ci accepte d’envoyer des troupes au Portugal, afin de fragiliser la position de Jean de Castille, dont il vise le trône au nom de son épouse Constance de Castille, fille de Pierre le Cruel.
Cependant, la population de Lisbonne commence à souffrir de la faim et est frappée par la peste. La ville n'attend pas grand-chose de l’armée de Jean d'Aviz, trop petite pour se risquer dans un affrontement direct avec les Castillans et occupée à défendre d’autres villes. Le 18 juin, une escadre commandée par le capitaine Rui Perreira réussit cependant à amener un chargement de nourriture à Lisbonne. Le coût de l'opération est lourd : la quasi-totalité des bâtiments portugais ont été coulés et Rui Pereira est mort au combat.
Quelques semaines après, Almada se rend aux Castillans. La situation s'aggrave pour les habitants de Lisbonne, mais le siège est également difficile pour la Castille, qui connaît des problèmes d’approvisionnement provoqués par l'action d'Álvares Pereira sur ses lignes de ravitaillement.
À la fin de l’été, la peste noire frappe l’armée castillane, forçant Jean Ier à se retirer vers la Castille (3 septembre). Quelques semaines après, la flotte castillane abandonne le Tage

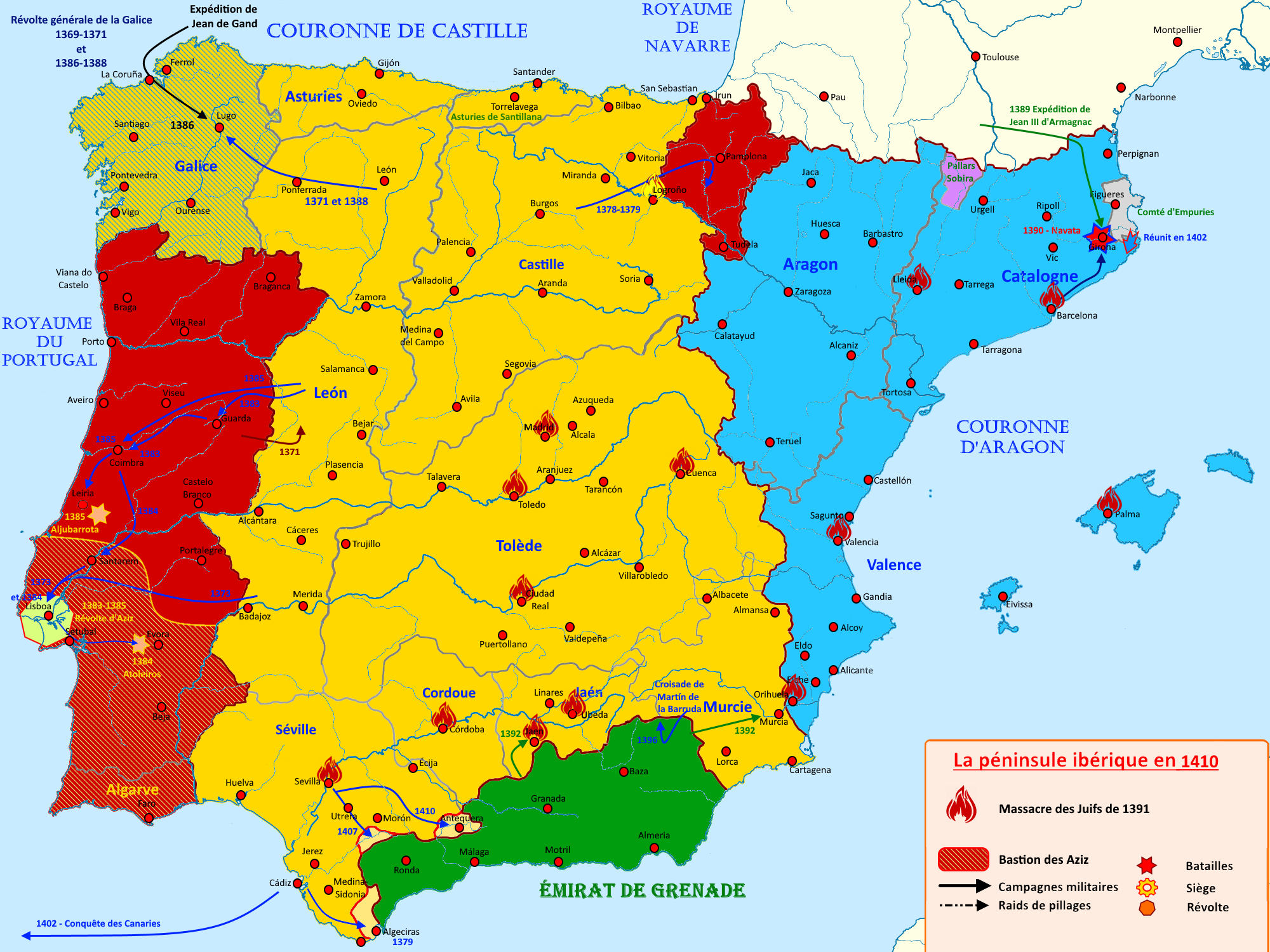
La guerre de succession du Portugal de 1383-1385

.

### L'année 1385: de Trancoso à Aljubarrota
À la fin de 1384 et au début de 1385, Nuno Álvares Pereira reprend nombre des villes qui avaient proclamé leur soutien à la princesse Béatrice et à Jean de Castille.
À Pâques, les troupes anglaises arrivent au Portugal. Bien que peu nombreuses (environ 600 hommes), ce sont des soldats aguerris qui ont combattu en France, avec des unités d'archers qui ont prouvé leur valeur contre les charges de cavalerie. Fort de ce soutien, Jean d'Aviz convoque les Cortes à Coimbra. Le 6 avril, il est proclamé roi de Portugal sous le nom de Jean Ier.
Par un de ses premiers édits, Jean Ier nomme Álvares Pereira connétable de Portugal et protecteur du royaume. Peu après, le roi et le connétable partent pour le nord pour en finir avec les derniers foyers de résistance.
Jean Ier envoie alors au Portugal un corps expéditionnaire limité, qui est battu à Trancoso en mai.
Il comprend que seule une grande armée peut mettre fin à la rébellion. Durant la seconde semaine de juin, une très grande partie de l'armée castillane, commandée par le roi en personne et accompagnée d'un contingent de cavalerie française, entre au nord du Portugal.

### La bataille d'Aljubarrota (14 août)
L’avantage numérique est du côté de la Castille. L'armée de Jean Ier de Castille compte 30 000 hommes  contre les 6 000 dont dispose Jean Ier de Portugal. Les Castillans se dirigent vers le sud, dans la direction de Lisbonne et de Santarém, les principales villes du royaume. Mais l’armée castillane et lente car lourdement équipée.
Jean Ier et son connétable, ayant fait leur jonction à Tomar veulent éviter un nouveau siège de Lisbonne. Ils décident d'attendre l’ennemi aux environs de Leiria, près du bourg d'Aljubarrota.
La rencontre a lieu le 14 août. La bataille est livrée selon la tactique anglaise similaire à celle de la bataille de Crécy (1356) (ou de celle d'Azincourt en 1415), qui permet à une petite armée de résister à de grands contingents et à des charges de cavalerie. L’utilisation des archers anglais sur les flancs et d'obstacles pour empêcher la progression des chevaux en constituent les principaux éléments.
L’armée castillane est totalement anéantie.

## Suites
La Castille a subi un tel désastre que toute reprise de la guerre est impossible dans l'immédiat.
Jean Ier devient sans conteste roi de Portugal, mettant fin à un long interrègne.
L’alliance luso-britannique est renforcée par le traité de Windsor en 1386 et renforcée par le mariage de Jean Ier avec Philippa de Lancastre, fille de Jean de Gand.
Ce n'est qu'en 1411 que La Castille reconnaît la dynastie d'Aviz, par le traité d'Ayllón.